# 薩卡米湖
薩卡米湖是加拿大的湖泊，由魁北克省負責管轄，長60公里，面積533平方公里，是該省第九大湖泊，島嶼面積59平方公里，海拔高度186米，最大水深113米。